# Hexatoma (Eriocera) plaumanni plaumanni
Hexatoma (Eriocera) plaumanni plaumanni is een ondersoort van de tweevleugelige Hexatoma (Eriocera) plaumanni uit de familie steltmuggen (Limoniidae). De ondersoort komt voor in het Neotropisch gebied.